# Ситч, Роб
Роб Ситч (англ. Rob Sitch; род. 17 марта 1962, Мельбурн) — австралийский кинорежиссёр, кинопродюсер, сценарист, актёр кино и телевидения, пародист.

## Биография
Роберт Айан Ситч родился 17 марта 1962 года в Мельбурне. Окончил Мельбурнский университет со степенью бакалавра медицины и хирургии (англ. Bachelor of Medicine, Bachelor of Surgery). После окончания университета некоторое время проработал в родильном отделении мельбурнской больницы Royal Womans Hospital.
Переключившись на карьеру кинематографиста, Ситч стал сооснователем небольшой студии Working Dog Productions, в которой и работает с 1993 года.
В 2006 году занял 39-е место среди величайших ныне живущих теле-звёзд Австралии в списке «50 лет — 50 звёзд».
Жена — актриса Джейн Кеннеди (Jane Kennedy), трое общих детей.

## Избранная фильмография

### Кино
| Год  | Фильм                                               | Режиссёр | Продюсер | Сценарист | Актёр |
| ---- | --------------------------------------------------- | -------- | -------- | --------- | ----- |
| 1997 | Замок / The Castle                                  |          |          |           |       |
| 2000 | Тарелка / англ. The Dish                            |          |          |           |       |
| 2012 | Есть вопросы к Бену? / англ. Any Questions for Ben? |          |          |           |       |
| 2012 | Кэт и Кимдерелла / Kath & Kimderella                |          |          |           |       |

### Телевидение
| Год          | Фильм / Сериал / Шоу                                 | Режиссёр | Продюсер | Сценарист | Актёр |
| ------------ | ---------------------------------------------------- | -------- | -------- | --------- | ----- |
| 1986—1989    | Ди-генераты / англ. The D-Generation                 |          |          |           |       |
| 1992—1993    | Поздно вечером / The Late Show                       |          |          |           |       |
| 1994—1997    | Линия фронта / Frontline                             |          |          |           |       |
| 1998—2007    | / The Panel                                          |          |          |           |       |
| 2006 — н. в. | Слава Богу, ты пришёл! / англ. Thank God You're Here |          |          |           |       |
| 2007         | Кэт и Ким / англ. Kath & Kim                         |          |          |           |       |
| 2008         | / англ. The Hollowmen                                |          |          |           |       |
| 2011         | С глазу на глаз с… / англ. A Quiet Word With ...     |          |          |           |       |
| 2012         | / англ. Adam Hills in Gordon Street Tonight          |          |          |           |       |
| 2014—2023    | / англ Utopia                                        |          |          |           |       |